# Slot Erpeldingen
Slot Erpeldingen is gelegen in de gelijknamige plaats Erpeldingen in het Groothertogdom Luxemburg. Het werd in de 12e eeuw als waterburcht gebouwd. De geschiedenis van het kasteel is nauw verbonden met zijn bewoners. Van 1464 tot 1691 regeerde de familie Gondersdorf op het kasteel en vervolgens van 1691 tot 1840 de familie Prel. Van 1840 tot 1882 was het kasteel in bezit van de kerk en werd het tot 1858 bewoond door pastoor Joseph Kalbersch. In die tijd werd het kasteel dan ook als kerk gebruikt.
In 1882 kwam het kasteel in het bezit van de Nederlandse familie Keun, die het weer als kasteel ging gebruiken. Als tegenprestatie kreeg het dorp een nieuwe kerk, een pastorie en een kerkhof door de familie geschonken. Het kasteel bleef tot 1983 privé bezit en werd in dat jaar door de Staat Luxemburg aangekocht. Sinds 1987 is in het slot het gemeentehuis van Erpeldingen ondergebracht.